# Ussel
Ussel (okcitansko Ussèl) je naselje in občina v osrednji francoski regiji Limousin v podprefekturi departmaja Corrèze. Leta 2007 je naselje imelo 10.328 prebivalcev, 2022 pa 9.174.

## Geografija
Kraj leži v pokrajini Limousin v Centralnem masivu ob poslednjih obronkih planote Millevaches, ob reki Diège in njenem glavnem pritoku Sarsonne.
Skozenj poteka državna cesta RN89, ki povezuje mesti Bordeaux in Lyon mimo Clermont-Ferranda.

## Uprava
Ussel je sedež dveh kantonov:
- Kanton Ussel-Vzhod (del občine Ussel, občine Mestes, Saint-Étienne-aux-Clos, Saint-Exupéry-les-Roches, Saint-Fréjoux in Valiergues),
- Kanton Ussel-Zahod (del občine Ussel, občine Chaveroche, Lignareix, Saint-Angel, Saint-Pardoux-le-Vieux).

Naselje je tudi sedež okrožja, v katerega so poleg njegovih dveh vključeni še kantoni Bort-les-Orgues, Bugeat, Eygurande, Meymac, Neuvic in Sornac s 34.429 prebivalci.

## Zanimivosti
- cerkev sv. Julijana iz 12. stoletja,
- cerkev sv. Martina iz 13. stoletja,
- le Château de la Mothe iz 14. stoletja,
- le Château la Borde iz 15. stoletja, prenovljen v 17. stoletju,
- dvorec L'Hôtel Ventadour,
- Musée d'Ussel, muzej lokalne zgodovine, umetnosti in tradicije.

## Pobratena mesta
- Auray, departma Morbihan